# Hipposideros diadema
Hipposideros diadema — є одним з видів кажанів родини Hipposideridae.

## Поширення
Країни поширення: Австралія, Камбоджа, Індія, Індонезія, Лаос, Малайзія, М'янма, Папуа Нова Гвінея, Філіппіни, Соломонові Острови, Таїланд, Східний Тимор, В'єтнам. Живе від рівня моря до 1300 м над рівнем моря. Лаштує сідала в малих і великих колоніях, в печерах разом з іншими видами Hipposideros. Також може спочивати в дуплах дерев, печерах, занедбаних шахтах, старих будівлях і штучних тунелях. Харчується жуками. Це низький літун, літає в галерейних лісах, над водою, а також в порушених лісах. Самиці народжують одне дитинча. Материнскі колонії можуть складатися з кількох тисяч тварин.

## Загрози та охорона
Здається, немає серйозних загроз. Він не був записаний з якихось охоронних територій.